# Socată
Socată o suc de soc és una beguda refrescant tradicional romanesa feta de les flors sucumbus, Sambucus nigra (soc en Romanès). Hi ha variants de la beguda que contenen alcohol i gas, tot i que normalment no en solen portar i depèn molt del tipus de fermentació i duració.
La socată es produeix per la fermentació natural de flors grans en una llimona i sucre o (tradicionalment) solució de mel. S'hi poden afegir panses, llimona o talls de llima i diverses espècies (menta, llimona o taronja zest, fulles d'alfàbrega). A vegades s'hi posen panses, sucre o mel, i llimes en lloc de llimones, així com també safrà o gingebre. Llevat o grans d'arròs també s'hi poden afegir per intensificar la fermentació alcohòlica, si es desitja.

## Elaboració
És aleshores quan es barregen flors grans, aigua i llimona. La fermentació primària demana 2-4 dies. Després d'aquesta etapa, la beguda és filtrada, va transferir en ampolles més petites, més fresques, i s'acaba consumint al cap d'1-2 dies com a alcohol molt baix o no-beguda tova alcohòlica.
Sovint, la Socată casolana es prepara en garrafes de 10 litres per consumir-se després d'una fermentació, amb familiar o amics, per vacances, caps de setmana o esdeveniments puntuals com aniversaris o barbacoes.

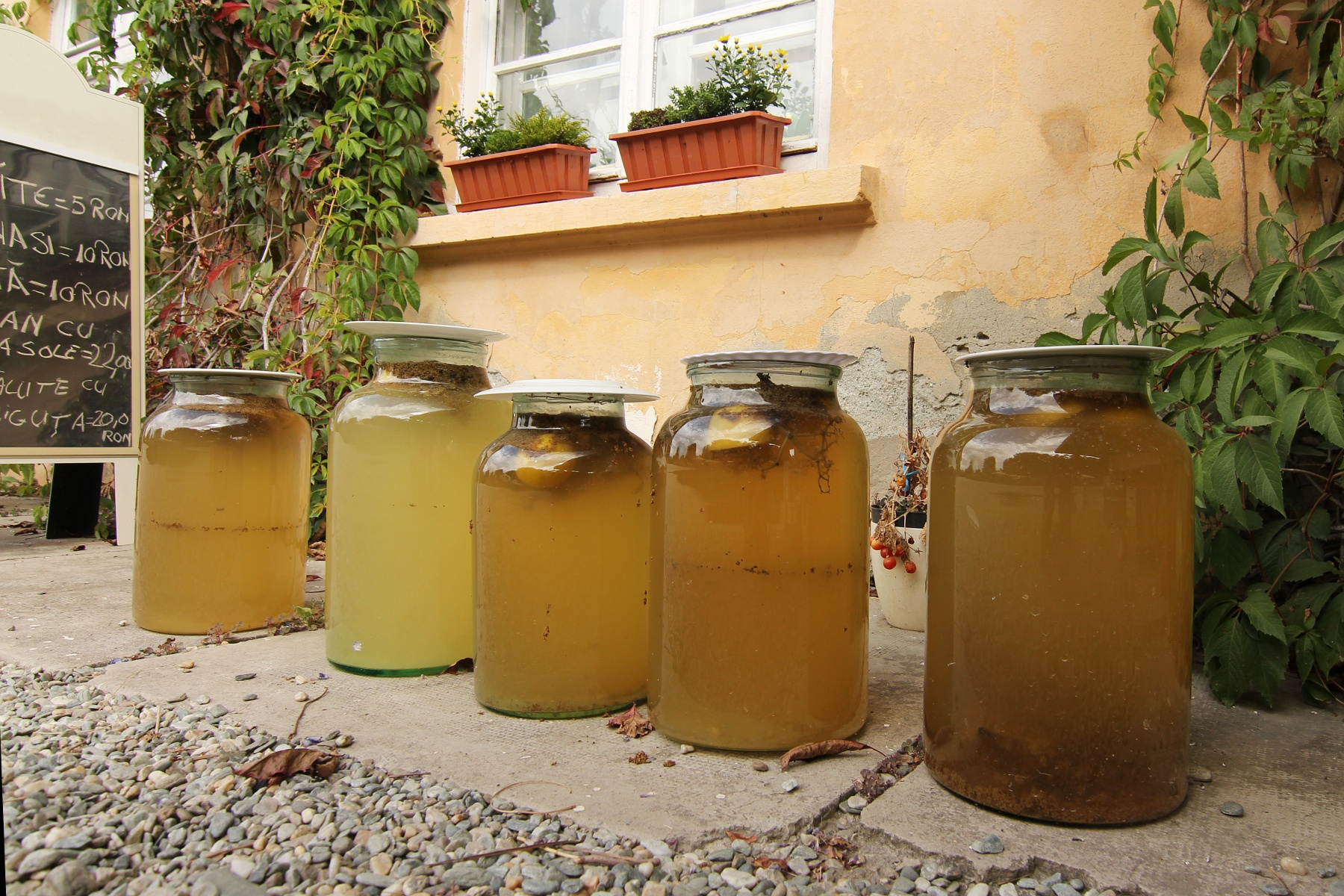
Elaboració de la socată

Si es deixa més temps envasat en ampolles, la fermentació augmentarà l'alcohol i nivells de diòxid de carboni als nivells comparables d'una cervesa. En aquest cas, la beguda podria esdevenir massa carbonatada si les ampolles són completament tancades.
En medicina romanesa tradicional, les flors grans són pensades per tenir un efecte diürètic, expectorant, immunoestimulant i antipropietats contagioses i s'ha fet servir d'infusió per ajudar tractament de desordres respiratoris i urinaris.
La "Fanta Shokata" basat en el socată es troba en països com Suècia, Suïssa, Romania, Albània, Sèrbia, Montenegro, Bòsnia i Hercegovina, Croàcia, Macedònia del Nord, Ucraïna, Polònia, Índia, Xipre, República Txeca, Eslovàquia, Islàndia, Lituània, Letònia, Estònia, Rússia, entre d'altres.